# Justine le Clercq
Justine le Clercq (Den Haag, 1967) is een Nederlands schrijfster.
Ze was een tijd bordeelhouder en daarnaast docent sociale wetenschappen aan een hogeschool. Voor haar debuutroman, De roemlozen, werd Le Clercq in 2011 door eci (een boekenclub/webwinkel, oorspronkelijk "Europaclub Internationaal", sindsdien overgenomen door BookSpot) tot "Schrijver van Nu" uitgeroepen. Haar verhalenbundel Wegens Geluk gesloten werd in Het Parool met vier sterren gewaardeerd als een "Universum vol junks, hoeren en gekte".
In 2013 organiseerde zij de reizende groepstentoonstelling Gratis is het woord niet, genoemd naar een gedicht van Arnon Grunberg, waarvoor zij aan een aantal beeldend kunstenaars en schrijvers had gevraagd een werk te maken naar aanleiding van dit gedicht. De tentoonstelling werd onder meer getoond in Pulchri (Den Haag) en de ECI Cultuurfabriek (een cultureel centrum in oude panden van de Electro Chemische Industrie; geen verband met de eci-boekenclub) in Roermond en toonde werk van Marlies Dekkers, Hein de Kort, Bridget Maasland, Monique Sluyter en anderen. Rond de afsluitende tentoonstelling in november in het Stadhuis van Den Haag was enige commotie omdat enkele van de werken, onder meer van Pat Andrea en Kamagurka, niet in het stadhuis mochten worden getoond.